# Lord of appeal in ordinary
I lord of appeal in ordinary, comunemente noti come law lord, erano giudici nominati ai sensi dell'Appellate Jurisdiction Act del 1876 nella Camera dei lord per esercitare alcune funzioni giudiziarie che includevano quella di più alta corte d'appello per la maggior parte delle questioni interne. La Camera dei lord perse le sue funzioni giudiziarie al momento dell'istituzione della Corte suprema del Regno Unito nell'ottobre del 2009; i lord of apeal in ordinary in carica in quel momento diventarono automaticamente i primi giudici della Corte suprema e quei giudici della Corte suprema che avevano un seggio alla Camera dei lord persero il diritto di parlare e votare nella Camera fino al loro pensionamento da giudici della nuova corte.

## Sfondo
La Camera dei lord storicamente aveva giurisdizione per giudicare gli appelli dei tribunali inferiori. Teoricamente, gli appelli erano rivolti al re o alla regina in Parlamento ma la Camera dei comuni non partecipava alle questioni giudiziarie. La Camera dei lord non includeva necessariamente dei giudici, ma era frequentata da diversi giudici che esprimevano le loro opinioni quando i lord lo desideravano. Tuttavia, essi non avevano il potere di votare in aula. Nel 1856, per consentire che persone legalmente qualificate esercitassero le funzioni di appello senza consentire ai loro eredi di gonfiare le dimensioni della Camera, Sir James Parke, un giudice, fu creato un pari a vita. La Camera dei lord si rifiutò di ammetterlo e quindi dovette essere nominato pari ereditario.
Nel 1873, il governo di William Ewart Gladstone approvò il Judicature Act che riorganizzò il sistema giudiziario e abolì la giurisdizione di appello della Camera dei lord in merito ai ricorsi. Nel febbraio dell'anno successivo, prima che la legge entrasse in vigore, il governo liberale di Gladstone cadde; il conservatore Benjamin Disraeli divenne Primo ministro. Nel 1874 e nel 1875 furono approvati leggi che ritardavano l'entrata in vigore del Judicature Act del 1873. L'Appellate Jurisdiction Act del 1876 abrogò le disposizioni che annullavano la giurisdizione della Camera dei lord. Inoltre, la legge prevedeva la nomina di due persone a lord of appeal in ordinary che dovevano sedere nella Camera dei lord con la dignità di baroni. Inizialmente, sebbene avessero il titolo a vita di barone, prestavano servizio in Parlamento solo mentre ricoprivano cariche giudiziarie. Undici anni dopo, tuttavia, fu approvata una legge che consentiva ai lord of appeal di continuare a sedere e votare in Parlamento anche dopo il ritiro dal loro incarico.

## Qualifiche e funzioni
Per essere nominato lord of appeal in ordinary, ai sensi della legge del 1876, una persona doveva essere un avvocato praticante da almeno quindici anni o avere ricoperto un alto incarico giudiziario, come quello di lord cancelliere (prima del 2005) o giudice di corte d'appello, di alta corte o di corte di sessione per un periodo di almeno due anni. I lord of appeal in ordinary dovevano ritirarsi dall'ufficio di giudice a 70 o 75 anni, sebbene continuassero a servire come membri a vita della Camera dei lord nella sua funzione legislativa.
L'età pensionabile legale per i lord of appeal in ordinary dipendeva dal momento in cui erano stati nominati per la prima volta: per coloro che erano diventati giudici prima del 31 marzo 1995, l'età pensionabile era di 75 anni; per coloro che erano stati nominati in quella data o successivamente, l'età pensionabile era di 70 anni (sebbene fosse loro permesso di continuare a lavorare a tempo parziale come "lord of appeal" fino all'età di 75 anni). Alcuni recenti suggerimenti affermano che l'età pensionabile per i giudici più anziani del Regno Unito dovrebbe tornare a 75 anni.

### Numero dei Lord of Appeal in Ordinary
L'Appellate Jurisdiction Act del 1876 prevedeva originariamente la nomina di due lord of appeal in ordinary, che avrebbero continuato a prestare servizio mentre ricoprivano cariche giudiziarie, sebbene nel 1887, fossero autorizzati a continuare a sedere nella Camera dei lord a vita, con il titolo e la dignità di barone. Il numero di lord of appeal in ordinary aumentò gradualmente: a tre nel 1882, a quattro nel 1891, a sei nel 1913, a sette nel 1919, a nove nel 1947, a undici nel 1968 e a dodici nel 1994. L'Administration of Justice Act del 1968 consentiva al sovrano di creare uno strumento statutario se ogni Camera del Parlamento approvava una risoluzione che approvava un progetto dello stesso, aumentando il numero massimo di lord of appeal in ordinary.

### Remunerazione
Tra i membri della Camera alta, solo i lord of appeal in ordinary ricevevano uno stipendio: nel 2004, la paga del senior lord of appeal in ordinary era di £ 185 705 mentre quella degli altri lord of appeal in ordinary era £ 179 431.

## I lord
Nell'esercizio delle funzioni giudiziarie della Camera dei lord, i lord of appeal in ordinary furono talvolta affiancati da altri lord of appeal. Questi ultimi includevano detentori o ex detentori di alte cariche giudiziarie che erano membri della Camera dei lord ma non in virtù dell'Appellate Jurisdiction Act. I lord of appeal continuano a mantenere il titolo per tutta la vita.

### Senior e second senior law lord
I due lord of appeal in ordinary più anziani venivano designati second senior lord of appeal in ordinary e senior lord of appeal in ordinary. Quest'ultimo era il più anziano in virtù del fatto che sedeva nella Camera da più tempo. Con la nomina di Thomas Henry Bingham nel 2000 divenne un ufficio designato.
Il second senior lord of appeal senior era il secondo pari che prestava servizio da più tempo. David Hope fu chiamato a ricoprire questo incarico in occasione del pensionamento di Leonard Hoffmann il 20 aprile 2009.